# Grober Beerberg
Großer Beerberg es una montaña situada en el bosque de Turingia, en Alemania y el punto más alto del estado de Turingia. La ciudad más cercana es Suhl, en Ilm-Kreis.
Entre la cumbre Beerberg y la de su vecino del este, Schneekopf (978 m), la segunda montaña más alta de Turingia, esta un paso de 60 m de profundidad. Al oeste se encuentra Sommerbachskopf (941 m).